# Darkeden
DarkEden é um MMORPG criado pela empresa Sul-coreana SOFTON. É o primeiro MMORPG do gênero horror.
O jogo conta a história da guerra eterna entre humanos, vampiros e ousters (uma raça híbrida entre vampiros e humanos) em uma região chamada Helea localizada num país ficcional da Europa Oriental chamado Eslania.
A versão original do jogo e a mais atualizada, é a Coreana. Entretanto existe versões ''pararelas'' como Legend e Extreme & Genesis onde é possível ter uma boa jogabilidade.